# Serra do Mar

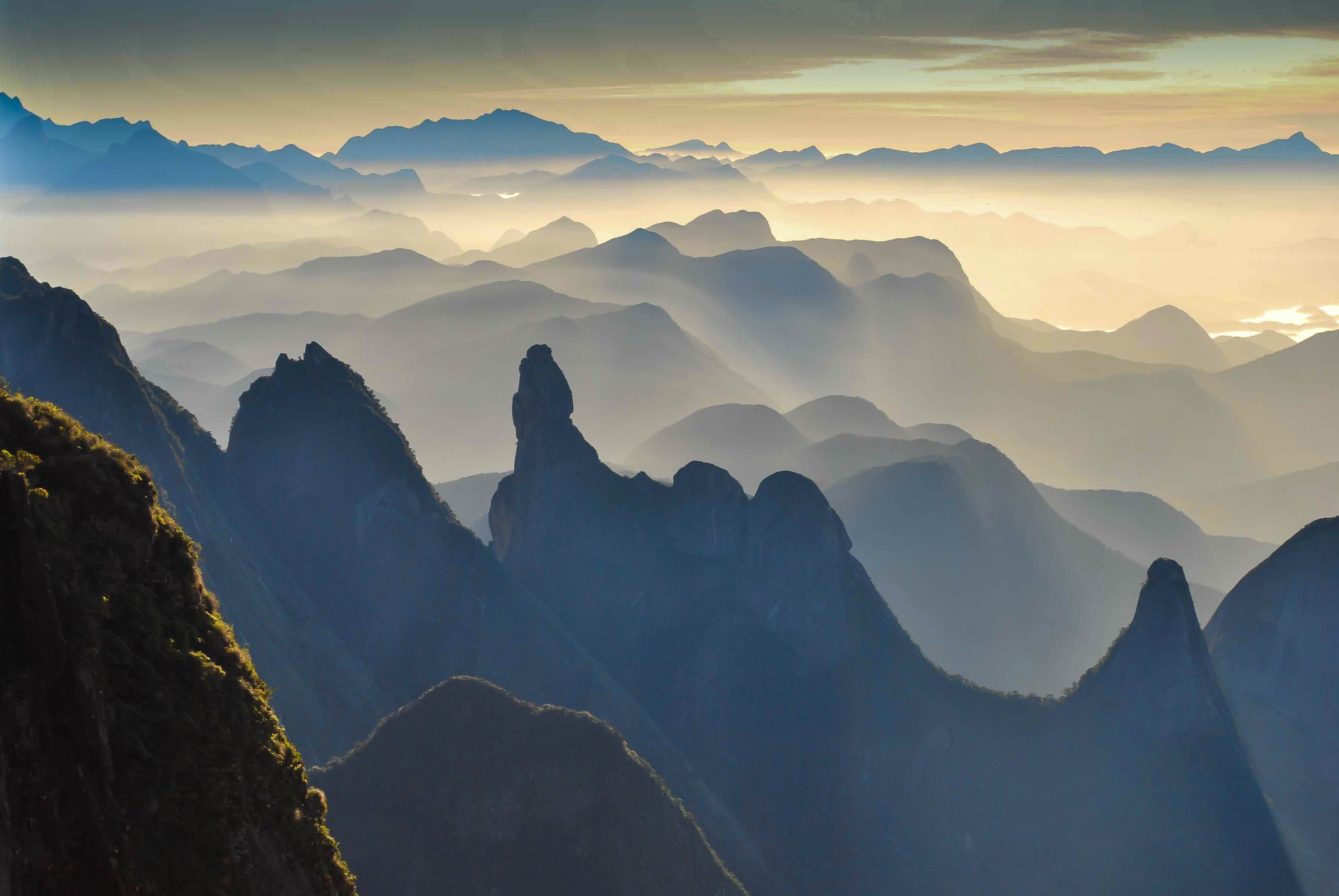
Sonnenaufgang am Dedo de Deus (Finger Gottes) in der Serra dos Órgãos, Rio de Janeiro

Die Serra do Mar (portugiesisch: „Gebirgszug des Meeres“) ist ein 1500 km langer Gebirgszug im Südosten Brasiliens in den Bundesstaaten Espírito Santo, Rio de Janeiro, São Paulo, Paraná und Santa Catarina, der parallel zum Atlantischen Ozean verläuft. Sie ist Teil des südlichen brasilianischen Berglandes. Seine durchschnittliche Höhe liegt zwischen 500 und 1300 m. Seine höchste Erhebung ist der Pico Maior de Friburgo mit 2366 m.

## Andere Namen
Da das Gebirge sich nicht kontinuierlich entfaltet, wurden den verschiedenen Teilen unterschiedliche Namen gegeben, z. B. Serra de Bocaina, Serra de Paranapiacaba, Serra Negra und Serra do Indaiá.

## Abholzung und Naturschutz
Die Serra do Mar war einst von Mata Atlântica, dem atlantischen Regenwald, bestanden, der größtenteils abgeholzt wurde. 2002 wurde ein Teil der Serra do Mar unter Naturschutz gestellt.